# Stylogaster triannulata
Stylogaster triannulata är en tvåvingeart som beskrevs av Camras och Parrillo 1985. Stylogaster triannulata ingår i släktet Stylogaster och familjen stekelflugor. Inga underarter finns listade i Catalogue of Life.